# 자마라트 다리

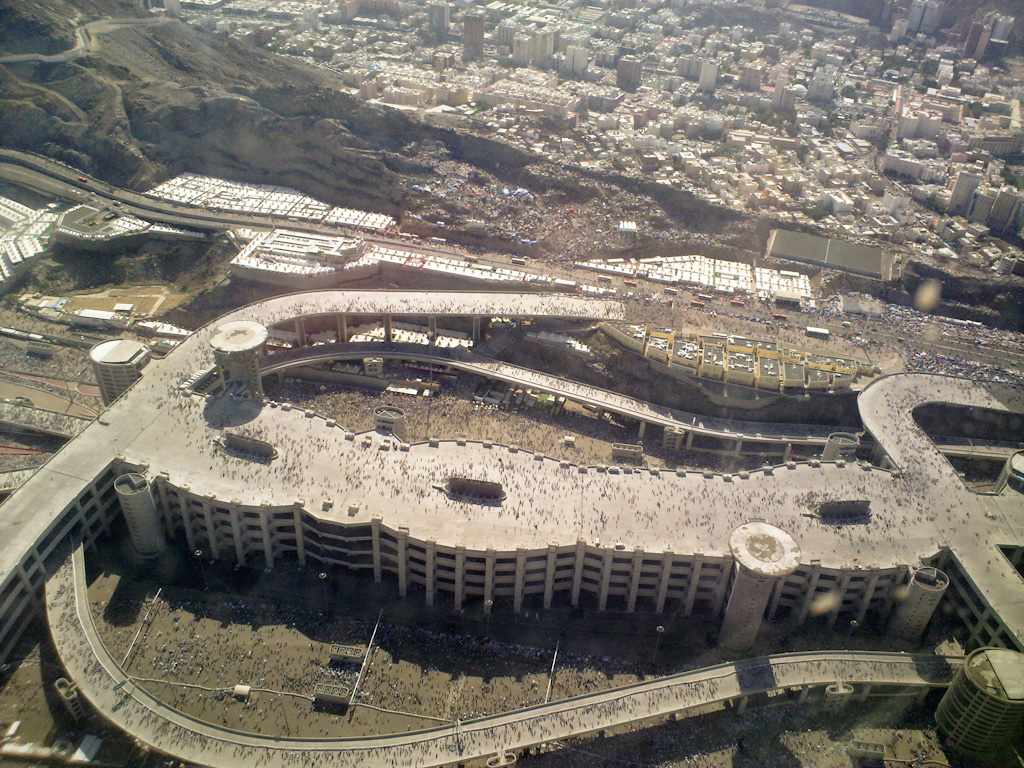
자마라트 다리

자마라트 다리(جسر الجمرات)는 사우디아라비아 메카주 메카 미나의 보행 다리이다.
1994년부터 2015년까지 여러 사고로 많은 순례자가 사망하였다.